# Steve Gunn
Steve Gunn (Lansdowne, ...) è un musicista e cantautore statunitense.

## Biografia
Nato a Lansdowne e residente a Brooklyn, è stato il chitarrista dei Violators, la band che accompagnava Kurt Vile.
Durante una carriera quindicennale ha prodotto una serie di album molto ben considerati dalla critica. Partendo da basi di Blues, Folk e jazz ha elaborato uno stile chitarristico personale e fantasioso; i testi delle sue canzoni sono molto personali e profondi. Nel 2016 pubblica Eyes On The Lines con l'etichetta Matador e nel 2019, sempre su Matador, esce The Unseen In Between.

## Discografia
- 2016 - Eyes On The Lines
- 2019 - Unseen In Between
- 2021 - Oher you
- 2025 - Music For Writers